# 관세박물관
관세박물관은 대한민국의 국립박물관으로 관세청 서울본부세관 소속의 관세전문 국립박물관이다. 2000년 8월 30일 설립되었으며 관세업무의 중요성과 필요성을 널리 알리고 이해와 협조를 이끌어냄과 동시에 소중한 관세유물의 보존을 위한 공간을 마련한다는 취지로 기획되었다. 서울특별시 강남구 언주로 721 서울세관 1층에 위치하고 있다.

## 보유 문화재
- 인천해관문서 - 서울특별시 유형문화재 제294호

## 같이 보기
- 경찰박물관
- 산림박물관
- 외교박물관
- 우정박물관
- 철도박물관
- 대한민국의 박물관과 미술관 목록
- 대한민국의 국립 박물관 목록